# (12972) Эвмей
(12972) Эвмей (др.-греч. Εὔμαιος) — типичный троянский астероид Юпитера, движущийся в точке Лагранжа L4, в 60° впереди планеты. Астероид был открыт 19 сентября 1973 года голландскими астрономами К. Й. ван Хаутеном, И. ван Хаутен-Груневельд и Томом Герельсом в Паломарской обсерватории и назван в честь раба Одиссея, одного из героев древнегреческой мифологии.

Орбита астероида Эвмей и его положение в Солнечной системе